# 爆笑!愛の劇場
『爆笑!愛の劇場』（ばくしょう！あいのげきじょう）は、ココナッツジャパンから1990年12月29日に発売されたファミリーコンピュータ用ボードゲームである。

## 概要
イベントに沿って進み、短期大学生活2年間を過ごしどのくらい幸せだったかを競うゲーム。
名前と2人の親の顔からプレイヤーの顔と初期値を、入学試験の点数によって入学先が決まり、カレンダー型のルーレットによりサークルイベント、彼女を作るナンパイベント、学期末の強制ストップによる期末試験イベントを体験し、卒業でステータス、単位と恋人の愛情度からゲーム独自の査定でプレイヤーの幸せ度（最終得点）が決まり、一人だと点数、複数だと誰が一番幸せだったかを競う。

### 人生劇場シリーズとの関連性
尚、本作よりも前にタイトーより発売された『爆笑!!人生劇場』（1989年）とは無関係ではあるものの、似たようなタイトルにパッケージデザインも同じイラストレーターの佐々木晃（TONG KING SHOW）を起用するなど、製作側もあえて狙ってやったような感を受ける酷似した仕様である。ただ、数年後には本家の人生劇場シリーズにおいても、スーパーファミコン用で『大爆笑!!人生劇場 ドキドキ青春編』という、本作と同じコンセプトの学生時代をターゲットにした意趣返し的な物もリリースされた。

## スタッフ
- サウンド・ドライバー：中村博史

## 評価
ゲーム誌『ファミコン通信』の「クロスレビュー」では合計25点（満40点）、『ファミリーコンピュータMagazine』の読者投票による「ゲーム通信簿」での評価は以下の通りとなっており、20.01点（満30点）となっている。
| 項目 | キャラクタ | 音楽 | 操作性 | 熱中度 | お買得度 | オリジナリティ | 総合  |
| 得点 | 3.59       | 3.21 | 3.48   | 3.31   | 3.02     | 3.40           | 20.01 |

## 備考
- 2007年7月1日放送の伊集院光 日曜日の秘密基地の「秘密キッチの穴」のコーナーで「嫌なことばかりのゲーム」として取り上げられた。